# Reijo Hukkanen

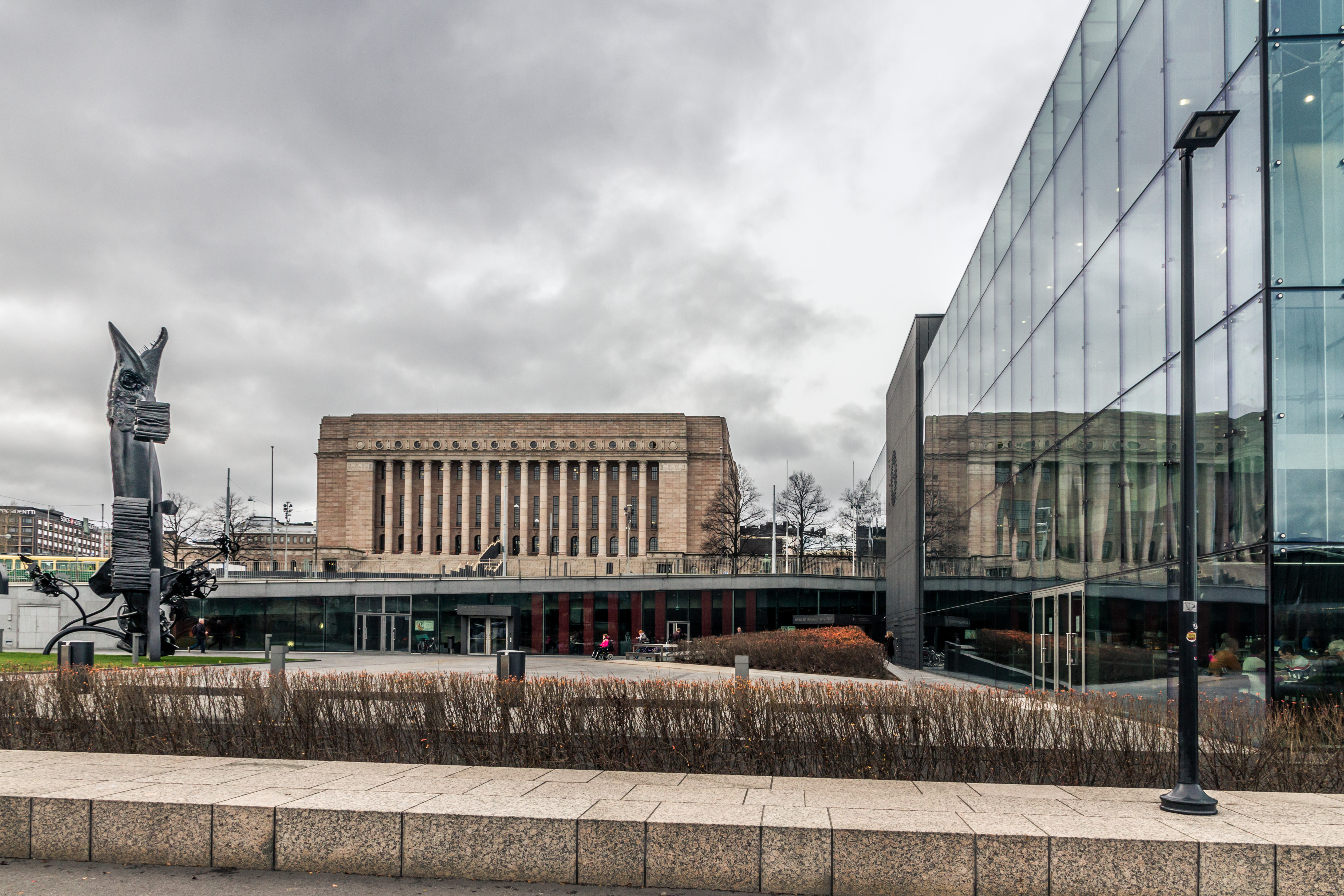
Riksdagshuset i Helsingfors med Musikhuset och stål- och aluminiumskulpturen Laulupuut från 2012

Reijo Juhani Hukkanen, född 4 maj 1946 i Uleåborg, död 29 januari 2024, var en finländsk skulptör och målare.
Reijo Hukkanen studerade vid Konstindustriella läroverket 1967–1971. Han ställde ut första gången i Helsingfors 1973. På 1970-talet framträdde han först som målare, med bland annat motiv från Lappland. 1982 övergick han till skrotskulpturer och tredimensionella konstverk uppbyggda av olika föremål och material.
Hukkanen har verkat som lärare i konst vid Uleåborgs universitets arkitektavdelning 1981–1989. Han var Årets konstnär i Helsingfors konsthall vid Helsingfors festspel 1991. År 2012 fick han Pro Finlandia-medaljen.